# Pannerden

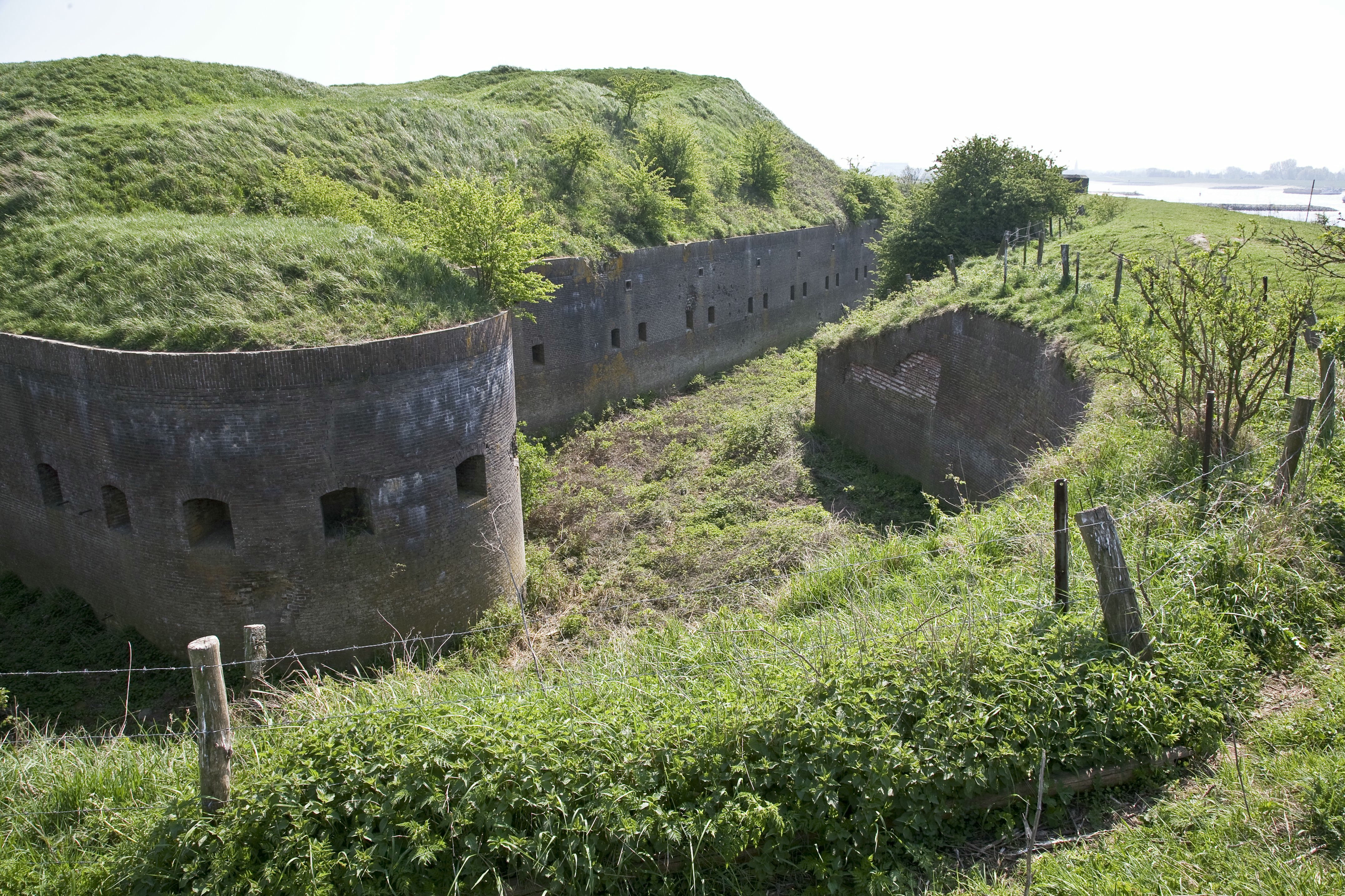
Il forte di Pannerden

Pannerden è un villaggio (dorp) di circa 2 300 abitanti del sud-est dei Paesi Bassi, facente parte della provincia della Gheldria (Gelderland) e situato lungo il corso del canale di Pannerden (Pannerdensch Kanaal) e dell'Oude Rijn, nella regione di Liemers (e un tempo nella Betuwe), al confine con la Germania. Dal punto di vista amministrativo, si tratta di un ex-comune, nel 1985 accorpato alla municipalità di Rijnwaarden, comune accorpato a sua volta nel 2018 nella municipalità di Zevenaar.

## Geografia fisica
Pannerden si trova a sud del centro di Zevenaar, tra Millingen aan de Rijn e Duiven (rispettivamente a nord della prima e a sud della seconda), a pochi chilometri a nord della città tedesca di Kleve.
Il canale di Pannerden bagna la parte meridionale del villaggio, mentre l'Oude Rijn bagna una porzione del tratto nord-orientale del villaggio.

## Origini del nome
Il toponimo Pannerden viene ricollegato alla parola panaarde, che significa "pentola".

## Storia

### Dalle origini ai giorni nostri
Il villaggio attuale è stabilmente abitato almeno sin dall'anno 1000.
Fino al 1284 il villaggio era di proprietà dei prevosti di Liegi.
Nel 1706, fu realizzato lungo il villaggio il canale di Pannerden, in origine un'opera difensiva voluta da Menno van Coehoorn a protezione di un eventuale attacco da parte dei Francesi.

### Simboli
Nello stemma di Pannerden è raffigurato un forno. 
Questo stemma venne creato nel 1879 e si ispira all'etimologia del toponimo Pannerden.

## Monumenti e luoghi d'interesse
Pannerden vanta 5 edifici classificati come gemeentelijke monumenten.

### Architetture religiose

#### Chiesa di San Martino
Principale edificio religioso di Pannerden è la chiesa di San Martino (Martinuskerk), costruita nel 1878 su progetto dell'architetto Alfred Tepe.

### Architetture militari

#### Forte di Pannerden
Di fronte al villaggio di Pannerden, ma nel territorio di Doornenburg (che fa parte del comune di Lingewaard), si trova poi il forte di Pannerden (Fort Pannerden), opera difensiva della misura di 75x70 metri realizzata tra il 1869 e il 1871.

## Società

### Evoluzione demografica
Al censimento del 2020, Pannerden contava una popolazione pari a 2 345 abitanti, in maggioranza (50,7%) di sesso femminile.
La popolazione al di sotto dei 16 anni era pari a 325 unità, mentre la popolazione dai 65 anni in su era pari a 525 unità.
La località ha conosciuto un progressivo decremento demografico tra il 2013 e il 2016, quando è passata da 2 415 abitanti a 2 310 abitanti. In seguito, il dato è stato altalenante (2 319 abitanti nel 2017, 2325 nel 2018 e 2310 nel 2019).

## Geografia antropica

### Suddivisioni amministrative
Fa parte del villaggio la buurtschap di Kijfwaard.

## Infrastrutture e trasporti
Il canale di Pannerden, della lunghezza di 6 km, collega il canale di Bijland al Nederrijn.